# BSFA díj
A BSFA díj a British Science Fiction Association, a brit SF szövetség díja. Szavazással ítélik oda évente több kategóriában, az Eastecon találkozókon adják át.

## Díjazottak
2012
Regény: Jack Glass, írta: Adam Roberts
Novella: Adrift on the Sea of Rains, írta: Ian Sales
Művészet: Jack Glass borító,  Blacksheep-től
Ismeretterjesztő: The World SF Blog, főszerkesztő: Láví Tidhár
2011
Regény: The Islanders, írta: Christopher Priest
Novella: The Copenhagen Interpretation, írta: Paul Cornell
Művészet: The Noise Revealed borító, Dominic Harman-tól
Ismeretterjesztő: The Encyclopedia of Science Fiction, 3. kiadás John Clute, Peter Nicholls, David Langford, Graham Sleight
2010
Regény: The Dervish House, írta: Ian McDonald
Novella:  The Ship Maker, írta: Aliette de Bodard
Művészet: Zoo City borító, Joey Hi-Fi-tól
Ismeretterjesztő: Blogging the Hugos: Decline Paul Kincaid-tól
2009
Regény: A város és a város között, írta: China Mieville
Novella: The Beloved Time of Their Lives, írta: Ian Watson és Roberto Quaglia
Művészet: cover of Desolation Road Stephen Martiniere-tól
Ismeretterjesztő: Mutant Popcorn Nick Lowe-tól
2008
Regény: The Night Sessions, írta: Ken MacLeod
Novella: Exhalation, írta:Ted Chiang
Művészet:  Subterfuge,  Andy Bigwood-tól
Ismeretterjesztő: Rhetorics of Fantasy Farah Mendlesohn-tól
2007
Regény: Brasyl, írta: Ian McDonald
Novella: Lighting Out, írta: Ken MacLeod
Művészet: Cracked World, cover of disLocations, írta: Andy Bigwood
2006
Regény: End of the World Blues, írta: Jon Courtenay Grimwood
Novella: The Djinn’s Wife, írta: Ian McDonald
Művészet: cover, Time Pieces Angelbot: Christopher "Fangorn" Baker
2005
Regény: Air, írta: Geoff Ryman
Novella: Magic for Beginners, írta: Kelly Link
Művészet: cover, Interzone #200, írta: Pawel Lewandowski
Ismeretterjesztő: Soundings: Reviews 1992-1996, írta: Gary K. Wolfe
2004
Regény: River of Gods, írta: Ian McDonald
Novella: Mayflower II, írta: Stephen Baxter
Művészet: cover, Newton’s Wake : Stephan Martinière (US Edition)
2003
Regény: Felaheen, írta: Jon Courtenay Grimwood
Novella: The Wolves in the Walls, írta: Neil Gaiman & Dave McKean
Művészet: cover, The True Knowledge of Ken MacLeod: Colin Odell
Ismeretterjesztő: Reading Science Fiction, írta: Farah Mendlesohn
2002
Regény: The Separation, írta: Christopher Priest
Novella: Coraline, írta: Neil Gaiman
Művészet: cover, Interzone 179 : Dominic Harman
Related Publication: Introduction to Maps: The Uncollected John Sladek írta: David Langford
2001
Regény: Chasm City, írta: Alastair Reynolds
Novella: Children of Winter, írta: Eric Brown (Interzone 163)
Művészet: cover of Omegatropic írta: Colin Odell
Ismeretterjesztő: Omegatropic írta: Stephen Baxter
2000
Regény: Ash: A Secret History, írta: Mary Gentle
Novella: "The Suspect Genome" írta: Peter F. Hamilton (Interzone 156)
Művészet: Hideaway – Dominic Harman (Cover, Interzone 157)
1999
Regény: The Sky Road, írta: Ken MacLeod
Novella: Hunting the Slarque, írta: Eric Brown (Interzone 141)
Művészet: Jim Burns, Darwinia (cover of Darwinia, Robert Charles Wilson)
1998
Regény: The Extremes, írta: Christopher Priest
Novella: La Cenerentola, írta: Gwyneth Jones (Interzone 136)
Művészet: Jim Burns, 'Lord Prestimion' (cover, Interzone 138)
1997
Regény: The Sparrow, írta: Mary Doria Russell
Novella: War Birds, írta: Stephen Baxter (Interzone 126)
Művészet: SMS ('The Black Blood of the Dead' cover Interzone 116)
1996
Regény: Excession, írta: Iain Banks
Novella: A Crab Must Try, írta: Barrington J. Bayley (Interzone 103)
Művészet: Jim Burns (cover for Ancient Shores)
1995
Regény: The Time Ships, írta: Stephen Baxter
Novella: The Hunger and Ecstasy of Vampires, írta: Brian Stableford (shorter version, Interzone 91/92)
Művészet: Jim Burns (cover for Seasons of Plenty)
1994
Regény: Feersum Endjinn, írta: Iain Banks
Novella: The Double Felix, írta: Paul di Filippo (Interzone)
Művészet: Jim Burns
1993
Regény: Aztec Century, írta: Christopher Evans
Novella: The Ragthorn, írta: Robert Holdstock és Garry Kilworth (Interzone)
Művészet: Jim Burns
Special Award: The Encyclopedia of Science Fiction, szerk. John Clute and Peter Nicholls
1992
Regény: Red Mars, írta: Kim Stanley Robinson
Novella: Innocent, írta: Ian McDonald (New Worlds 2)
Művészet: Jim Burns
1991
Regény: The Fall of Hyperion, írta: Dan Simmons
Novella: Bad Timing, írta: Molly Brown (Interzone)
Media: Terminator 2: Judgment Day
Művészet: Mark Harrison
1990
Regény: Take Back Plenty, írta: Colin Greenland
Novella: The Original Doctor Shade, írta: Kim Newman (Interzone)
Media: Twin Peaks
Művészet: Ian Miller
1989
Regény: Pyramids, írta: Terry Pratchett
Novella: In Translation, írta: Lisa Tuttle (Zenith)
Media: Red Dwarf
Artist: Jim Burns
1988
Regény: Lavondyss, írta: Robert Holdstock
Novella: Dark Night in Toyland, írta: Bob Shaw (Interzone)
Media: Who Framed Roger Rabbit
Művészet: Alan Lee
1987
Regény: Grainne, írta: Keith Roberts
Novella: Love Sickness, írta: Geoff Ryman (Interzone)
Media: Star Cops
Művészet: Jim Burns
1986
Regény: The Ragged Astronauts, írta: Bob Shaw
Novella: Kaeti and the Hangman, írta: Keith Roberts (in collection Kaeti & Company)
Media: Aliens
Artist: Keith Roberts
1985
Regény: Helliconia Winter, írta: Brian W. Aldiss
Novella: Cube Root, írta: David Langford (Interzone)
Media: Brazil
Művészet: Jim Burns
1984
Regény: Mythago Wood, írta: Robert Holdstock
Novella: The Unconquered Country, írta: Geoff Ryman (Interzone)
Media: The Company of Wolves
Művészet: Jim Burns
1983
Regény: Tik-Tok, írta: John Sladek
Novella: After-Images, írta: Malcolm Edwards (Interzone)
Media: Android
Artist: Bruce Pennington
1982
Regény: Helliconia Spring, írta: Brian W. Aldiss
Novella: Kitemaster, írta: Keith Roberts (Interzone)
Media: Blade Runner
Művészet: Tim White
1981
Regény: The Shadow of the Torturer, írta: Gene Wolfe
Novella: Mythago Wood, írta: Robert Holdstock (F&SF)
Media: Time Bandits
Artist: Bruce Pennington
1980
Regény: Timescape, írta: Gregory Benford
Novella: The Brave Little Toaster, írta: Thomas M. Disch (F&SF)
Media: The Hitchhiker’s Guide to the Galaxy (second radio series) – Douglas Adams
Művészet: Peter Jones
1979
Regény: The Unlimited Dream Company, írta: J. G. Ballard
Novella: Palely Loitering, írta: Christopher Priest (F&SF)
Media: The Hitchhiker’s Guide to the Galaxy record
Színész: Jim Burns
1978
Regény: A Scanner Darkly, írta: Philip K. Dick
Collection: Deathbird Stories, írta: Harlan Ellison
Media: The Hitchhiker’s Guide to the Galaxy (original radio series) – Douglas Adams
1977
Regény: The Jonah Kit, írta: Ian Watson
1976
Regény: Brontomek!, írta: Michael G. Coney
Speciális díj: A Pictorial History of Science Fiction: David Kyle
1975
Regény: Orbitsville, írta: Bob Shaw
1974
Regény: Inverted World, írta: Christopher Priest
1973
Regény: Rendezvous with Rama, írta: Arthur C. Clarke
Special Award: Billion Year Spree, írta: Brian W. Aldiss
1972
Nem volt díjazott.
1971
Collection: The Moment of Eclipse, írta: Brian W. Aldiss
1970
Regény: The Jagged Orbit, írta: John Brunner
1969
Regény: Stand on Zanzibar, írta: John Brunner

## Fordítás
- Ez a szócikk részben vagy egészben  a   BSFA Award című angol Wikipédia-szócikk fordításán alapul.  Az eredeti cikk szerkesztőit annak laptörténete sorolja fel. Ez a jelzés csupán a megfogalmazás eredetét és a szerzői jogokat jelzi, nem szolgál a cikkben szereplő információk forrásmegjelöléseként.